# Callithomia alexirrhoe
Espèce
Callithomia alexirrhoe est un insecte lépidoptère  de la famille des Nymphalidae, de la sous-famille des Danainae et du genre Callithomia.

## Dénomination
Callithomia alexirrhoe a été décrit par Henry Walter Bates en 1862.

### Noms vernaculaires
Callithomia alexirrhoe se nomme Alex's Clearwing en anglais.

### Sous-espèces
- Callithomia alexirrhoe alexirrhoe; présent en Colombie et au Brésil.
- Callithomia alexirrhoe butes Godman & Salvin, 1898; présent au Pérou.
- Callithomia alexirrhoe bathsheba Brévignon, 2007; présent en Guyane[3].
- Callithomia alexirrhoe hydra C. & R. Felder, 1865; présent au Venezuela
- Callithomia alexirrhoe megaleas Godman & Salvin, 1898; présent à Panama et au Costa Rica.
- Callithomia alexirrhoe panamensis Godman & Salvin, 1878; présent à Panama
- Callithomia alexirrhoe schulzi Haensch, 1905; présent au Pérou et au Brésil.
- Callithomia alexirrhoe thornax Bates, 1862; présent au Pérou et au Brésil.
- Callithomia alexirrhoe zeuxippe Bates, 1862; présent au Brésil, au Surinam en Guyana et en Guyane[1].

## Description
Callithomia lenea est un papillon aux ailes à apex arrondi avec les ailes antérieures bien plus longues que les ailes postérieures. Sur le dessus les ailes sont de couleur orange marron et jaune avec les ailes antérieures à aire basale orange et le reste de l'aile marron taché de jaune et les ailes postérieures orange avec une large bordure marron du bord externe. 
Le revers est semblable avec au bord externe des ailes postérieures une ligne submarginale de points blancs.

## Écologie et distribution
Callithomia alexirrhoe est présent  à Panama, au Costa Rica, en Colombie, au Venezuela, au Pérou, au Brésil, au Surinam et en Guyane.

### Protection
Pas de statut de protection particulier.